# Knivsta
Knivsta es una localidad y sede del municipio de Knivsta, se ubica en la provincia de Upsala, en la provincia histórica de Uppland. En 2010 tenía una población de 7,081 habitantes.

## Personas notables
Estos son algunos personajes famosos nacidos en Knivsta:
- Carl Milles (1875-1955): Escultor

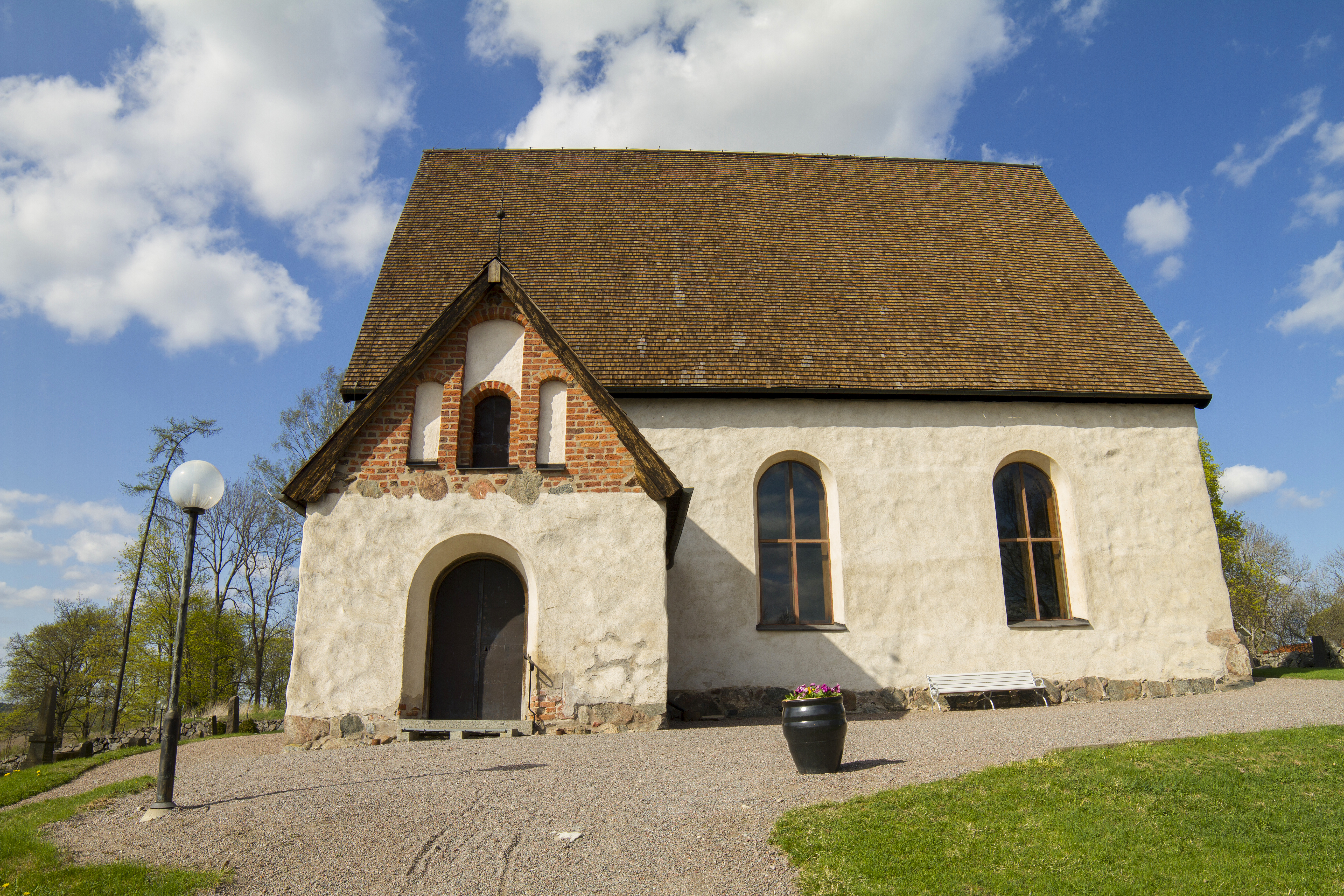
Vista de la iglesia de San Esteban

- Gösta Sandberg (1932-2006): Jugador de Hockey